# Продажа жены
Продажа жены — это практика продажи мужем своей жены, которая может включать продажу женщины стороной, не состоящей в браке. На протяжении всей истории практика продажи жён преследовала множество целей и происходила по разным причинам.
Продажа жены иногда означала продажу услуг жены в качестве служанки, это мог быть срок в несколько лет, за которым следовало её освобождение.
Некоторые продажи (не только услуг, но и целиком жен) сравнивались с продажей лошадей. С женами, выставленными на продажу, обращались как с капитальными активами или товаром. Закон превратил жён в движимое имущество мужей. Продажа жён приравнивалась к рабству.
Некоторые общества специально запрещали продажу жён, приговаривая к смерти на мужей, нарушающих закон, но юридический запрет избегался или обходился, например, путём организации усыновления с оплатой и результатом, аналогичным результату продажи.
Продажа жен практиковалась во многих обществах на протяжении многих веков, а иногда и в наше время (в том числе на Гавайях среди японцев, среди индейцев Каролины, Калифорнии и Флориды в племенах галлиномеро и юрок, среди туземцев на острове Кадьяк (ныне Аляска), Северная Азия (ненцы), Малая Азия (среди юруков), Кафиристан, Индонезия (хотя и не сразу), Центральная Африка (среди балуба), Древний Рим (иногда как юридическая фикция, а иногда как реальная), Древняя Греция и древний Эмар (Сирия) и в других).

## Причины продажи жены
На протяжении всей истории человечества продажа жён происходила по таким причинам, как:
- средство для развода, и в этом случае иногда жена могла выбрать, кто будет её новым мужем. При этом продавший жену мог обратиться в суд с требованием компенсации за прелюбодеяние нового мужчины с бывшей для него женой. В некоторых обществах жена могла сама выкупить выход из брака или любой из супругов мог инициировать эту форму развода
- долги мужа (азартные игры, голод, невозможность содержать семью)
- налоги государству (детей тоже продавали вместе с женой)
- прелюбодеяние служило оправданием продажи мужем своей жены
- жену могли продать в рабство, например, если бы она вышла замуж за крепостного или её муж был убит
- рабовладелец мог продавать жену раба. Угроза продать жену использовалась, чтобы держать под контролем мужа-раба
- метод шпионажа (в Руанде, в военное время, до 1994 года, хуту обвиняли тутси в продаже жён элите хуту для шпионажа, жёны должны были следить за мужьями)[2]
- жена могла рассматриваться как доход и конфисковываться местными властями, если её муж умер, не оставив наследников

Конкретные запреты на продажу жены существовали в Таиланде, Индонезии, Древнем Риме и древнем Израиле, а частичные запреты существовали в Англии и Японии. Продажа жены встречается в христианстве и иудаизме.

## История

### Вавилон
В Вавилоне, примерно в 1700-х годах до нашей эры, действовали Законы Хаммурапи. Было разрешено продавать (с оговорками) жену, чтобы оплатить долги её мужа . § 117 предусматривал продажу услуг своей жены (работа в доме кредитора в течение трех лет) в уплату обязательства, то есть срок действия был ограничен тремя годами. Закон создавал соглашение, а не продажу, должник мог отдавать на отработку, на три года, кроме жены ещё и детей, а на четвёртый год они возвращались в прежнее состояние.

### Древний Рим
Древнеримский тип брака назывался манус. Первоначально муж (pater familias, отец семейства), властвовал над жизнью и смертью жены.
В первые века, в восточно-римском обществе муж мог продать свою жену и детей, жена причислялась к детям мужчины. Но мужчина был ограничен консилиумом родственников, без которого противозаконно было продавать свою жену, отдавать её на усыновление или казнить. Августин писал, что мужчина-христианин продал свою жену в рабство, потому что предпочитал иметь наличные.
В Древнем Риме также практиковалась фиктивная продажа жены мужу (coemptio, V век до нашей эры— II век нашей эры). Церемониальная фиктивная перепродажа жены прекращала брак. Фиктивная продажа жены применялась в двух ситуациях:
- для избавления от опекуна (женщина фиктивно продаётся третьему лицу, которое затем передает её другому лицу, которое отпускает её на волю и после этого становится её «доверительным опекуном» (tutor fiduciarius))
- для составления завещания, когда жена хотела, чтобы часть её имущества после её кончины перешла не её биологической семье, а её мужу (и, возможно, её детям)

Такие женские завещания были частыми в поздней республике. Римский император Адриан (правил в 117—138 годах нашей эры) издал декрет Сената, отменявший необходимость продажи. При этом классический закон рассматривал продажу свободных людей как недействительную.
Известно, что в V веке Феодосий II, император Восточной Римской империи, по недоразумению подписал контракт о «продаже» своей жены Евдокии в рабство, но неизвестно совершилась ли продажа.
Катон продал свою жену Гортензию, а когда покупатель умер, оставив Гортензии наследство, женился на ней снова, польстившись на золото.
Когда закон лишил мужа власти над жизнью и смертью своей жены и он не мог продать её в рабство, жена приобрела социально уважаемое положение как «мать семейства» (mater familias), хотя её положение было слабым с точки зрения закона. В более поздней (республиканский период) практике свободного брака муж не имел власти над женой, в участившейся практике свободных браков жена оставалась в семье отца.
Теперь муж, продающий свою жену, считался преступником. По формуле sacer-esto, проклятию, объявляющее кого-то вне закона, преступник мог быть убит кем угодно. Продавшего свою жену следовало принести в жертву низшим богам (богам подземного мира). Такой приговор и наказание были узаконены религией, но вскоре этот закон потерял силу.

### Англия
Английский обычай продажи жены зародился в XVII веке, когда развод был практически невозможен для всех, кроме очень состоятельных людей. Муж публично выставлял жену на аукцион с поводком на шее, руке или талии. Цена могла быть очень низкой и измеряться в кружках пива. Отношение властей было двусмысленным. По закону о бедных мужей заставляли продавать своих жен вместо того, чтобы поддерживать семью в работных домах. Английский обычай продажи жены был распространён в Уэльсе, Шотландии, Австралии и США, исчез в начале XX века.

### США
1781 году в Южной Каролине в Чарльстоне был описан случай продажи жены и имущества во время военной оккупации, возможно как способ «расторжения брачных уз», поскольку государство запрещало развод, а законы о браке англиканской церкви широко игнорировались среди более бедных слоёв населения. Не исключено, что продажа жены преследовала цель уплаты мужа по долгам, как способ избежать трат на содержание жены и детей, либо из-за предсвадебных долгов жены. Маловероятно, что речь шла о продаже чёрного раба или наёмного слуги, хотя продажа индианки или метиски была возможной.

#### Коренные американцы и другие местные жители
Племя коренных американцев (индейцы) Каролины в 1925 году практиковало долговое рабство. Вдова, обремененная долгами мужа, обладала некоторыми признаками движимого имущества, хотя и жены. Мужчина мог иметь столько жен, сколько он мог содержать, и мог продавать их.
Галлиномеро из Калифорнии мог продать неугодную жену за несколько ниток ракушек. Среди калифорнийского племени юрок развод очень легко совершался (1904 год) по воле мужа с возвратом ему денег, которые он заплатил отцу жены.
В конце XVII — середине XVIII веков среди некоторых индейских племен северо-запада Тихого океана вдов и дочерей врагов продавали в рабство. Племена чинуков и их соседей не продавали жён.
В 1802—1803 годах у туземцев на острове Кадьяк (Кадьяк) на территории нынешней Аляски, входившей тогда в состав России, супружеская верность не всегда считалась добродетелью, муж мог продать свою жену за небольшой подарок.
Во Флориде, по-видимому в XVI веке правитель индейцев Флориды имел власть давать или продавать жён тем, кто желает вступить в брак (покупка невесты).
В Канаде покупка и продажа жён практиковалась среди вождей и более богатых членов племён Западного побережья.

#### Люди африканского происхождения
Известны случаи продажи в рабство жён-мулаток их белыми мужьями, получившими за них хорошее приданое. Возвращение из такого вида рабства не всегда было успешным. Известны случаи убийств белых рабовладельцев чернокожими мужьями (не рабы) проданных в рабство жён.
В случаях нахождения в рабстве жён и детей чернокожих мужей, ставших свободными, сумма выкупа членов семьи могла составлять 200$.

##### Чёрное рабство
Случаи чёрного рабства зарегистрированы в разных штатах.
Чёрная рабыня из Мадагаскара могла быть передана по наследству, от отца к сыну, в семье белого рабовладельца из Кентукки, исполнять обязанности жены, родить детей, но при переезде быть выставленной на продажу вместе с детьми и фермой хозяина (1851 год). Когда мать разлучали с малолетним ребёнком, её цена возростала (1100 долларов).
Жену чёрного раба могли продать за долги хозяина (Луизиана).
Белые рабовладельцы могли продать жён и детей своих рабов за свои игровые долги, например, плантатору из Алабамы.
В Вирджинии, на плантации Картерс-Гроув, надсмотрщика за рабами держали на месте угрозами продать его жену.
Во время Американской революции у чёрных рабов, оставшихся со своими владельцами, появились рычаги воздействия на хозяев. Их продавали из гуманных побуждений, чтобы повысить шансы рабыни на успешный побег.

#### Гавайи, среди японских эмигрантов
Эмиграция японцев на Гавайи получила широкое распространение в конце XIX века, но среди них было мало женщин. Первое поколение японских эмигрантов (иссэй) жило в изоляция в сочетании с неспособностью зарабатывать достаточно, что привело распаду социальных норм и к продаже жён. В 1901 и 1904 годах шериф Мауи писал, что нужно прямо запретить продажу жен японцами. Но обретение жены путём её покупки было перспективнее невесты по фотографии.

### Китай
Китайский обычай продажи жены или «продажи развода» (кит. 以财买休) имеет долгую историю.
В XIV веке, в начале династии Юань, бедняки продавали своих жен и детей, чтобы заплатить государству налоги.
Были два вида продажи жен, оба считались незаконными:
- муж продавал свою жену мужчине, с которым она прелюбодействовала
- как практика развода, если супруги не ладили.

Во времена династии Мин постепенно было установлено, что наказываться должна только продажа жены, мотивированная прелюбодеянием. К 1568 году продажа жены была прямо разрешена законом при определённых обстоятельствах. Разрешенная продажа жены была сохранена законодателями династии Цин, как и запрет на продажу жены её любовнику.
В 1834 году в провинции Цзянси из-за голода народ продавал сначала жён, потом сыновей и дочерей, потом свою утварь и мебель. Практика покупки и продажи жён в зависимости от условий жизни у бедных людей Китая была традиционной.
По китайскому законодательству можно было продать жену, виновную в прелюбодеянии (если женщина не будет убита) при условии, что муж не способствовал преступлению или не продал её виновному человеку.
В Китае возможно было расторжение брака по взаимному согласию, при условии, что жена не планирует отношения с любовником . Иначе развод был недействителен, и муж мог продать жену, как в случае измены.
В 1928—1930 годах в Шэньси случился голод, и крестьяне, «уже заложившие и продавшие все свои земли, которыми они прежде зарабатывали на жизнь», затем продали своих жен.
Когда в 1949 году к власти пришла Коммунистическая партия Китая, продажа жен была запрещена. Однако во время голода, вызванного «Большим скачком», продажа жен происходила во многих беднейших районах. По состоянию на 1997 год этот обычай все ещё время от времени отмечался в некоторых сельских районах страны.

### Япония
В Японии Токугава (1600—1868 гг.) мужчины могли продавать своих жён и детей или сдавать их в долгосрочную аренду. Продажи иногда были запрещены законом, поэтому усыновление использовалось в качестве альтернативы. Продажи были по сути в рабство, за период 1601—1860 годы известно о 52 случаях продажи людей, из них 35 — женщин . После 1740 года более простым и выгодным стал побег от долгов, а не продажа жены и детей.

### Индия
В Империи Великих Моголов XVI—XVII веков, по словам индийского историка Ирфана Хабиба, сборщики налогов нарушали нормы государственных налогов, которые и так позволяли крестьянам только выживать. Как результат налоги не платились, поэтому должников, несмотря на запрет порабощать комбатантов, захватывали, обвиняли в мятеже, и по призовому праву заковывали в железные цепи самих крестьян, гнали на продажу на различных рынках и ярмарках, чтобы таким образом заплатить налоги, а сзади шли их жёны, дети и скот, которых тоже продавали.
В Бенгалии практиковалась, но была отменена традиция «анкора», когда вдову и дочерей крестьянина или чужака, не оставившего сына-наследника, изымали как доход, в зависимости от местности, в пользу императорской казны или местного правителя, землевладельца, вождя или начальника.
Причиной продажи жён была корысть либо вражда, цена продажи девушек и женщин во все времена была от четырёх до десяти раз выше, чем мужчин.
В Западном Пенджабе, в 1911 году муж-мусульманин продал свою жену члену другого племени по праву свободного распоряжения родственниками.
В 2009 году поступали сообщения о том, что обедневшие фермеры в индийском регионе Бунделькханд продавали своих жен для погашения долгов.

### Африка
На северо-востоке Африки в 1899—1900 годах у абиссинцев продажа жены для извлечения прибыли была нормой.
В Африке в 1990 году мужья иногда продавали жён во время голода или нехватки продовольствия, но не наоборот. Дэвид Юм констатировал, что африканцы не считают преступлением продавать друг друга, но африканский философ Оттоба Кугоано отрицал это.
В Западной Африке, в рамках Конфедерации Аро, по словам Дэвида Гребера, мужчина всегда мог найти какой-нибудь повод продать жену (например, за латунные прутья), а деревенские старейшины получали долю прибыли от такой продажи.
В северной Танганьике, в районе Масаи, в 1955 году, передавали «жен, то есть права жены», среди этнической группы банту сонжо с женщинами обращались так же, как с другими товарами. Когда муж умирал, жена наследовалась его старшим братом не как товар, а как жена, он мог оставить вдову себе, а мог продать другому мужчине. При этом существовал миф о конечном воссоединении с умершим супругом в духовном мире. Следуя этому мифу брат, унаследовавший вдову, может продать свои права на неё другому мужчине за фиксированную цену в тридцать коз (менее половины обычного выкупа за невесту), что символизирует права умершего мужа, а не снижение ценности женщины. Второй муж теряет власть над её призраком. В случае развода муж продаёт свою жену другому мужчине, взамен получая коз. Ценность молодой женщины как жены не падает только потому, что она ранее была замужем, После того, как покупатель найден, жене всегда предоставляется льготный период для поиска более желанного второго мужа, прежде чем она будет обязана выйти замуж за мужчину, найденного её мужем. Никакого физического принуждения со стороны мужа продажа жены не допускается. Фактор навязчивости кроется в социальной структуре, в которой нет постоянного положения, кроме как жены для молодой женщины, которая когда-то была замужем. Однако муж этноса сонжо может продать жену народу масаи, которые требуют женщин и детей сонжо. Жена может убедить мужа продать её другому мужчине по её выбору и, таким образом, имеет некоторые средства защиты своих собственных интересов. У африканской женщины был небольшой выбор — остаться с матерью или быть усыновлённой новым мужем. Дети при такой продаже или усыновлении остаются с матерью Только молодые и бездетные жены, или с маленькими детьми считались пригодными для продажи, пожилые продаются редко и по низкой цене. Сельский совет взимает с этих сделок налог в размере семи коз, большую часть которых приносят в жертву, что выражает скрытое неодобрение продажи жён. При обмене жены налог составляет всего четыре козы, таким образом обмен жены предпочтительнее продажи.
В Восточном Конго, среди племени багуха если выкуп за невесту подлежит возврату, но "не возвращается, мужчина может продать свою жену, чтобы вернуть сумму (обычай не восточноафриканский).
В Бамуме, королевстве, на территории нынешнего Камеруна, в XIX—XX веках муж, вместо развода, мог продать неугодную свободнорожденную жену в рабство, не сообщив об этом её родителям. В 1919 году французский указ запретил продажу неугодных жён в рабство.
Народ балуба из Центральной Африки в 1880-х годах считал жён и детей собственностью, которой мужья вправе распоряжаться по своему усмотрению, например, обменивать на оружие и порох. Вожди оправдывали продажу неправильностью жен, как неприятных людей, от которых они хотят избавиться (продажа на экспорт), в отличие от домашних рабов.
В Южной Замбии мужья народа тока в начале XX века сдавали жён внаем или продавали их за наличные деньги заинтересованным мужчинам. Рабочие-мигранты и африканские государственные служащие проявляли особый интерес к «временным бракам», предоставляющим им и домашние и сексуальные услуги в Ливингстоне. С одной стороны женщины были капиталом мужчин, с другой стороны такая практика помогала им выжить в городе. Получив деньги при продаже жены, мужья чуть позже обвиняли «временных» мужей в прелюбодеянии и требовали компенсации, особенно если женщина, проданная по бартеру, отказывалась вернуться к своему первоначальному мужу (народ лози). В 1910 году отец возражал, что муж его дочери продал её другому мужчине, а выкуп присвоил себе, а не отдал ему. В 1912 году брат сельского мужчины Тока унаследовал вдову своего брата, после чего она была перепродана два раза, но в суде рассматривались материальные претензии по оплате. Мужья получали финансовую выгоду от продажи своих жен другим мужчинам, а затем взыскивали с них же компенсацию за супружескую измену в суде.
В Южной Африке среди китайских рабочих в 1904—1910 годах долги в азартных играх приводили к самоубийствам или продаже жён и детей.
На территории Буркина-Фасо, в Сурудугу, в 1890-х годах «главы домохозяйств продавали своих жён и детей без возможности выкупа проходящим торговцам за раковины улиток каури (деньги-ракушки) или пшено. Кроме того, если семья („мужчина, его жена и дети“) уезжала в деревню, бандиты расставляли ловушки, убивали мужчину, а жену и детей продавали в рабство» .
В Восточной Эфиопии продавались жены, это практика, отличная от выкупа за невесту в Африке.
В Нигерии до её колонизации, неверную жену продавали за товары, привезенные приезжими торговцами. В Нигерии родители обычно выдавали замуж дочь, чтобы погасить свои долги.

### Латинская Америка
В Колумбии, находившейся под испанским колониальным правлением, в 1750—1826 годах, испанский закон «разрешал рабам вступать в брак и создавать семьи даже вопреки желанию хозяина и запрещал раазделять семьи рабов при продаже. Даже через 10 лет можно было обратиться в суд с просьбой позволить найти покупателя, чтобы пара могла воссоединиться.

## Христианство
В христианском библейском отрывке из Ветхого Завета событие в Египте дважды описывается как случай продажи жены из-за заработка
В христианской церкви можно было стать рабом и продать себя с согласия жены из-за бедности. Иногда условия менялись на противоположные, и жена продавала себя с согласия мужа, в таких случаях брак обычно расторгался. Синод в Париже в начале VII века установил, что можно было выплатить деньги и восстановить прежний статус. Требовать назад большую сумму, чем было за них уплачено, не разрешалось .
В средневековой церкви женщина благородного звания, трижды покинувшая своего мужа вследствие продажи себя, должна была быть подвергнута епитимье и ей было запрещено снова выйти замуж; но если бы она была женщиной из народа, её пришлось бы продать без надежды вернуть себе свободу.
Женатый свободный человек, который имел сыновей от рабыни, должен был освободить её, в противном случае рабыня подлежала продаже.
В VII веке, в Испании, епископы должны были продавать женщин, не живущих с ними в благородном браке. Жена иподиакона должна была быть порабощена принцем; „если иподиакон отказывался отдать свою жену, он должен был быть отстранен от своей церковной должности и бенефиция. Если же, после предупреждения своего епископа, он все же не уступил, его жена должна была быть сделана рабыней принца.
Средневековая христианская церковь разрешала продажу на свободу раба, который был супругом.
Известна христианская Притча о немилосердном должнике, приписываемая Иисусу, по словам Дэвида Гребера, рассказывает о наказании должника продажей жены и детей в рабство за то, что будучи сам прощён кредитором, оказался немилосердным к своему должнику.

### Другие культуры
Продажа жены практиковалась и в Европе.
- В Венгрии в 1114 году, по Гранскому синоду, если жена знатного происхождения или аристократа в третий раз оставит мужа, она получает милость, но если она из простого народа, её продают[100]. В уезде Сабольча, Венгрия (1092 г.), если священник вместо того, чтобы взять жену, выбирал в качестве компаньона слугу или рабыню, она подлежала продаже, а доходы должны были быть переданы епископу[101].
- Во Франции продавали жён на западе страны, особенно в сёлах[102]
- Немцы рассматривали жену как оборотную собственность и продавали их римлянам-завоевателям[103]. Согласно первоначальному германскому закону муж имел право выгнать и даже продать жену на основании её прелюбодеяния, и христианство не сразу положило конец этой практике[104]. В раннем тевтонском обществе продажа жены и ребёнка была лишь крайней мерой[105].
- В Ломбардии, Италия, крепостного, который осмелился жениться на свободной женщине, убили, а жену крепостного продали в рабство[106] .
- В Древней Греции, по словам Н.Г.Л. Хаммонда, жители Фив продавали жен и детей орхоменийцев в рабство“[107].
- В Дании, ок. 1030 года король Канут издал закон, согласно которому „ни женщина, ни служанка не могут быть принуждены выйти замуж за того, кто ей не нравится, и не могут быть проданы за деньги, если жених не даст что-то по своей собственной воле“. До сих пор обсуждается вопрос о том, действительно ли покупка и продажа существовали изначально»[108]
- В Кафиристане, который находился к востоку от Афганистана, в XIX веке развод был «легким» и совершался продажей жены. Если муж умирал, если жена или жены оставались в семье мужа, оставшиеся в живых братья либо продавали, либо сохраняли жён[109].
- В Малайе китайские рабочие в 1880—1890-х годах гасили свои игровые долги продажей своих жен и детей
- В Таиланде с серединыXIII-го века до 1932 года женщины были всего лишь движимым имуществом мужчин, могли быть проданы мужем или отцом без её согласия[110]. Только в 1935 году, под давлением Запада, мужчинам запретили продавать своих жён для проституции[111].
- В Северной Азии, согласно отчету 1895 года, у ненцев (урало-алтайские монголоидов) муж мог продать жену, ибо брак не считается связующими узами, за несколько упряжек оленей, обменять её на другую женщину, муж которой согласится[112]
- В Южном Вьетнаме в 1969 году в газетах были объявления о продаже мужьями жен и детей, а также женщины продавали своих мужей за небольшие деньги на расходы[113]
- В Индонезии, на острове Ниас в 1886 году мужу разрешалось закладывать жену в залог его долгов, но не продавать прямо[114]
- В древнем Эмаре, Сирия, в конце XIV — начале XII веков до нашей эры, в эпоху поздней бронзы должники продавали своих жен[115], что было задокументировано (продажа жены в слуги), по словам Гэри Бекмана, на клинописной табличке . Муж продал свою жену с условием, что в случае её выкупа искупитель должен был предоставить одну здоровую женщину в качестве компенсации[116]
- В Малой Азии, находящейся под управлением турок, у кочевников юрюков, как сообщал в 1891 году Теодор Бент, при вступлении в брак муж обычно платил отцу. Мужья могли продавать своих жен для константинопольских гаремов. У мужчины могло было быть семь жен или, точнее говоря, семь рабынь[117]
- В Палестине I века, (бывшей тогда римской провинцией — Провинцией Иудея) ненормально было продать свою жену[118]
- В Австралии в 1880—1884 годах среди аборигенов Квинсленда аборигены Герберт-Ривер продавали жён за табак, служивший вместо денег[119]

## Запрет на продажу жены
Большинство запретов подразумевают запреты на продажу людей, которые по определению включают продажу жен. Некоторые запреты прямо направлены против продажи жен. Запреты на продажу жён в Англии часто нарушались, какое-то время не соблюдались. В Японии на какое-то время не было запрета.

### Южноафриканские кафры
Среди кафров Южной Африки в 1883 году в Капской колонии муж не мог продать жену и даже плохо с ней обращаться, развод существовал.

### Древний Израиль
Институт рабства в древнем Израиле описывается в библейских текстах, Библия оговаривает правила обращения с рабами. В древнем Израие мужчина «никогда не мог продать жену, даже если она изначально была военнопленной, хотя выкуп был возможен. Считалось невозможным, чтобы мужчина мог продать свою жену и сам остаться свободным.

## Отражение в культуре
- В детской считалочк (США) про Понтия Пилата, царя иудейского, отражена якобы продажа им своей жены за пару туфель, которые когда стал носить, начал ругаться[124]. Сообщалось о вариантах рифмы в том числе из Солт-Лейк-Сити (1920 год) и Лос-Анджелеса (ок. 1935), с заменой имени на Святой Моисей» вместо «Понтий Пилат». Считалочки использовались и при прыжках через скакалку и с мячом
- В США существует сказка под названием «Человек, который продал свою жену за говядину» и это, возможно, было правдой, хотя — это всего лишь сказка. В 1952 году сказку рассказывали детям в городке Кэлвин на юго-западе Мичигана, большинство жителей которого были чернокожими, и этот город был пунктом назначения для рабов, путешествующих по подземной железной дороге. Как рассказали Ричарду М. Дорсону, в Миссисипи, c. 1890 или ок. 1897—1898, муж убил свою жену и продал некоторые части людям, чтобы они съели говядину, а муж был пойман и казнен[125]
- Аттракцион «Пираты Карибского моря» в Диснейленде изначально включал в себя «Аукцион жен». Недавно аукцион был удалён[126]
- В 1933 году Сане Гуруджи из Махараштры, Индия, написал «Шьямчи Ай», сборник возможно правдивых историй о ростовщике который предложил должнику продать жену для уплаты долга, но жена возмутилась и её продажа не состоялась. Также был снят фильм по мотивам сборника[127]
- В индийском регионе Танджавур, у народа тамилы правитель Шахаджи в 1684—1712 гг., писал Сатиданашураму (пьеса на языке телугу для ежегодного фестиваля в храме, «Дар добродетельной жены») . В пьесе член касты неприкасаемых (далитов) предлагает «пожертвовать» свою жену брамину
- В индийской литературе Махабхарата, история Гандхари, осуждается продажа жены в азартной игре[128]
- В знаменитой легенде о Радже Харише Чандре именно для того, чтобы обеспечить дакшину, праведный король, которого во сне обманом заставили отдать все свое материальное имущество, был вынужден продать свою жену и сына в рабство
- В Китае известная история" об эпохе династии Сун (960—1279 гг. н. э.)[129] (жену, приглашенную на вечеринку префекта для жен подчиненных чиновников, «похитил хозяин публичного дома», который позже "продал её
- В 1990 году в Центральном Непале, в основном в сельской местности, пели песню «дукха», которая представляет собой песню «страданий/невзгод» жены, попавшей в неудачный брак. Продавший жену становится джогом (нищим без жены). Это было частью жанра, который исполняли индуистские женщины на ежегодном фестивале Тидж в середине-конце XX-го века
- В Гватемале легенда про бедняка, разбогатевшего после продажи своей жену Дьяволу . лауреат Нобелевской премии по литературе 1967 года
- В Голландской Индии Тирто Адхи Соерджо, яванец, в 1909 году написал «Покупка жены другого мужчины: история, которая действительно произошла в Приангане (религиозный мусульмани пытается избавиться от жены, которая, по словам дукуна, ему не подходит, продавая свою жену жадному евразийскому ростовщику, влюблённому в неё. Но она очень легкомысленна и евразиец в конечном итоге чувствует себя более чем наказанным за преследование и покупку жены другого мужчины)
- В Скандинавии в ок. В 1850—1870-е годы, когда было много критиков религии мормонов, были популярны стихи о копенгагенских учениках-каменщиках», которые продавали своих жен мормонам за две тысячи крон, вырученные деньги пропивались в таверне
- В романе английского писателя Томаса Харди 1886 года Мэр Кэстербриджа ключевым элементом сюжета является продажа мэром в пьяной молодости своей жены[130]